# Barbas
Barbas ist eine französische Gemeinde mit 202 Einwohnern (Stand 1. Januar 2022) im Département Meurthe-et-Moselle in der Region Grand Est (bis 2015 Lothringen). Sie gehört zum Arrondissement Lunéville und zum Gemeindeverband Vezouze en Piémont.

## Geografie
Die Gemeinde Barbas liegt etwa 20 Kilometer südwestlich von Sarrebourg und 20 Kilometer östlich von Lunéville im westlichen Vorland der nördlichen Vogesen. Durch das 7,44 km² große Gemeindegebiet fließt der Vacon, ein linker Nebenfluss der Vezouze.
Nachbargemeinden von Barbas sind Blâmont im Norden, Harbouey im Osten, Halloville und Ancerviller im Süden sowie Domèvre-sur-Vezouze im Westen.

## Wappen
Als Gemeindewappen fungiert das Wappen der ehemaligen Herrschaft von Barbas, einem ehemaligen Rittergeschlecht.

## Bevölkerungsentwicklung
| Jahr      | 1962 | 1968 | 1975 | 1982 | 1990 | 1999 | 2010 | 2021 |
| Einwohner | 172  | 162  | 142  | 129  | 141  | 145  | 152  | 199  |

Im Jahr 1861 wurde mit 407 Bewohnern die bisher höchste Einwohnerzahl ermittelt. Die Zahlen basieren auf den Daten von cassini.ehess und INSEE.

## Sehenswürdigkeiten
- Kirche St. Lukas (Église Saint-Luc), nach Zerstörungen 1918 wieder aufgebaut

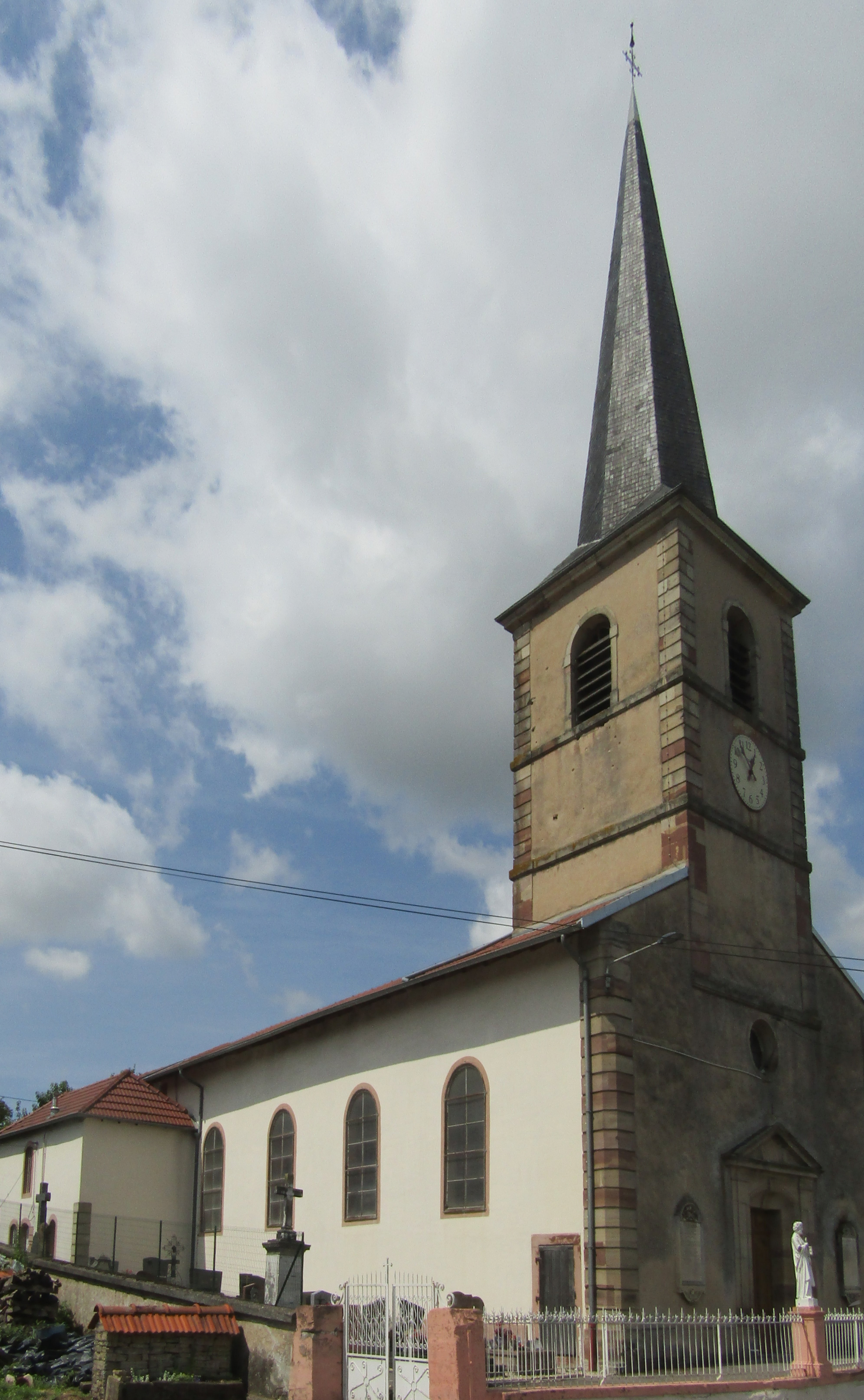
Kirche St. Lukas
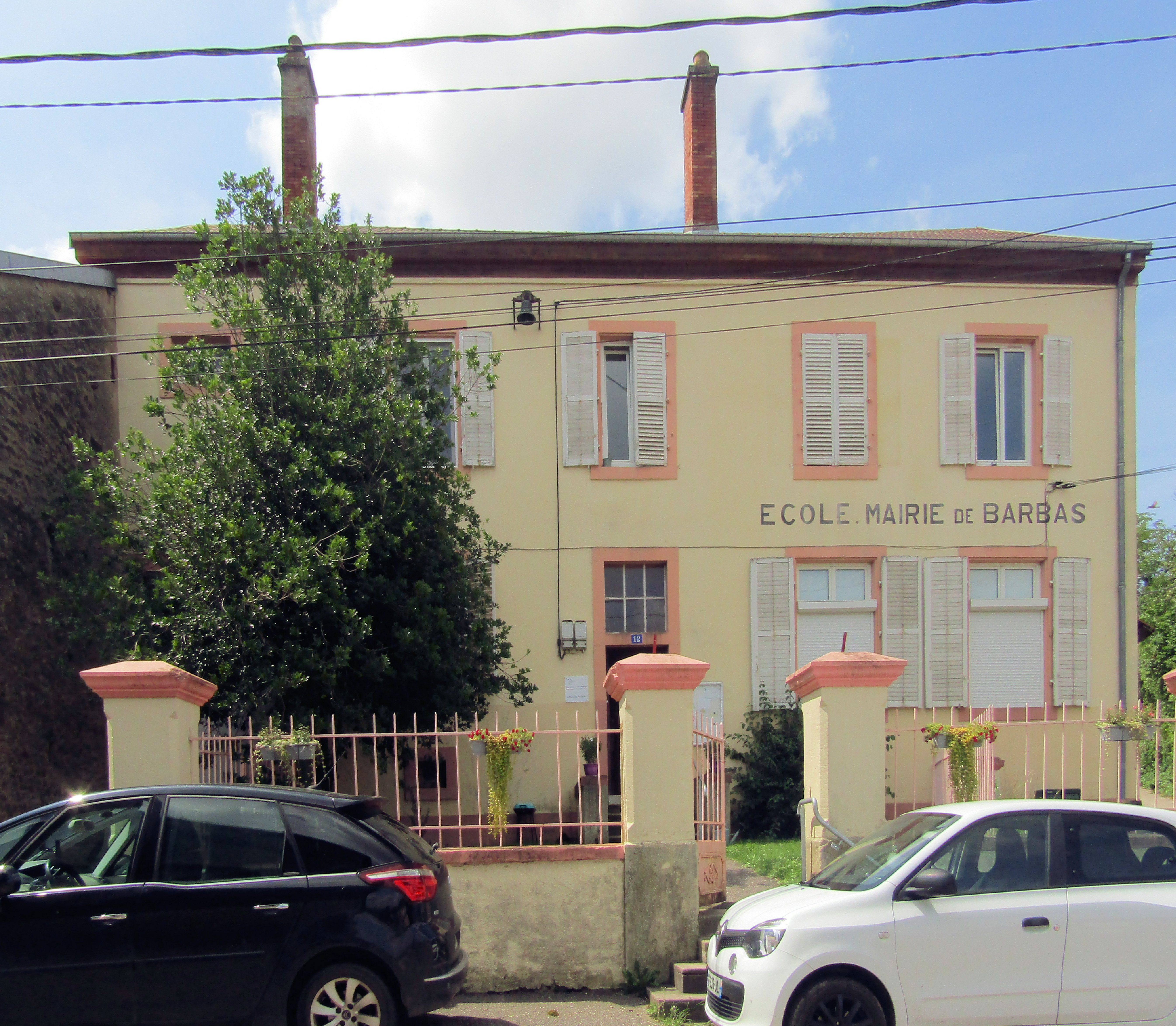
Rathaus- und Schulgebäude
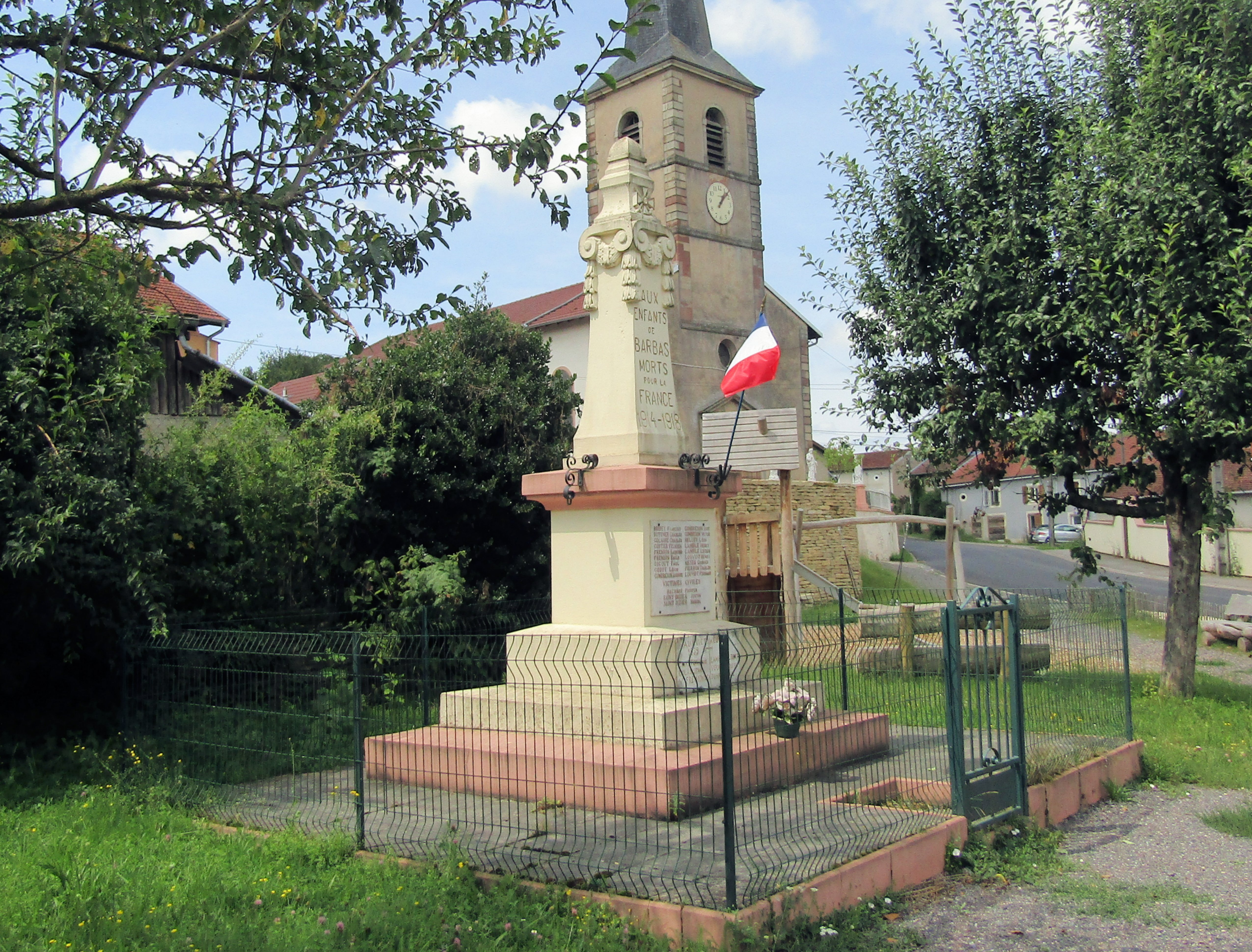
Gefallenendenkmal

## Wirtschaft und Infrastruktur
In der Gemeinde sind sieben Landwirtschaftsbetriebe ansässig (Milchwirtschaft, Zucht von Rindern, Schafen und Ziegen).
Durch die Gemeinde Barbas führt die Fernstraße D 20 von Badonviller nach Blâmont. Vier Kilometer nördlich von Barbas besteht ein Anschluss an die autobahnartig ausgebaute RN 4 von Nancy nach Straßburg. Der 13 Kilometer von Barbas entfernte Bahnhof Nouvel Avricourt liegt an der Bahnstrecke Paris–Strasbourg.

## Belege
1. ↑  Wappenbeschreibung auf genealogie-lorraine.fr (französisch)
2. ↑  Barbas auf cassini.ehess
3. ↑  Barbas auf INSEE
4. ↑  Landwirtschaftsbetriebe auf annuaire-mairie.fr (französisch)